# Noël Favrelière
Noël Favrelière (1934-2017), dit Nordine, est un sous-officier parachutiste de l'armée française qui, rappelé durant la guerre d'Algérie, déserte en 1956. Il combat durant dix mois dans les rangs de l'ALN. Il est l'auteur d'un récit Le désert à l'aube diffusé par les Éditions de Minuit en 1960 et censuré. Seul déserteur survivant, il a témoigné dans de nombreux documentaires et inspiré de nombreux personnages de déserteur et résistant concernant cette guerre dont notamment le film de René Vautier Avoir vingt ans dans les Aurès (1972). Il fait partie des « Justes d'Algérie » ayant soutenu le combat du peuple algérien pour son indépendance.

## Biographie

### Origines et débuts
Originaire de La Rochelle, né le 11 mai 1934, il est marqué, enfant, par l'Occupation nazie et les combats de la Résistance lors de la Libération, en septembre 1944.
Il vit à Paris, dans les milieux artistiques, au moment où il est rappelé, en 1956. Son carnet de croquis l’accompagnera tout au long de la période algérienne. 

### Rappelé
Noël Favrelière fait son service militaire en Algérie, avant le soulèvement de la Toussaint 1954, et avait alors déjà été scandalisé par le sort réservé aux indigènes musulmans. Choqué par la manière dont ils étaient traités, il déclare à ses amis après 1954 : « Si j'étais Algérien, je serais fellagha ».
En 1956, Noël Favrelière est rappelé et rejoint Mont-de-Marsan. De là, il part pour Bayonne où il est affecté au 8e régiment de parachutiste coloniaux, puis est envoyé en Algérie.
Il participe à des opérations de ratissage dans la région d'Aumale. Au cours d'une de ses opérations, sa compagnie tue une fillette arabe de sept ou huit ans. D'autres exactions de l'armée française renforcent son hostilité radicale à cette guerre. Elles sont évoquées dans l'ouvrage de Pierre Vidal-Naquet, Les Crimes de l'Armée française, en 1975[réf. souhaitée].

### Désertion
À l’aube du 19 août 1956, chargé de garder un prisonnier « rebelle » algérien qui allait être exécuté (corvée de bois), il quitte son unité avec ses armes et, accompagné de son ex-prisonnier (ce qui lui évita de passer pour un espion et lui sauva la vie), il rejoint les troupes de l'ALN[réf. souhaitée].
Pendant dix mois, dans la partie du Sahara et des montagnes situées à la frontière de la Tunisie et de l'Algérie, il participe aux combats de l'ALN sous le nom de Nourdine. Recherché par l'armée française, il est blessé au pied après une attaque de l'aviation.
Passé en Tunisie, après avoir témoigné de son geste dans la presse, il demande un visa pour les États-Unis où vit sa sœur.

### Exil et retour
Condamné une première fois à mort, par contumace, en 1958, par le Tribunal militaire de Constantine, il l'est une seconde fois en 1960.
En 1962, il retourne en Algérie et rencontre Ahmed Ben Bella et Mohamed Yazid. En 1963, il rentre clandestinement en France : il tient, grâce à Simone de Beauvoir et Jean-Paul Sartre, une conférence de presse et expose ses tableaux. Bénéficiant d'une bourse en Yougoslavie, il obtient un diplôme d'Histoire de l'Art à Ljubljana en 1964. Il repart en Algérie et dirige alors le Musée d'Alger de 1964 à 1966.
Grâce à une lettre de sa mère expliquant à la femme du général De Gaulle que son fils avait agi comme le Général quand il s'était réfugié au Royaume-Uni en 1940, il est amnistié par ce dernier de ses deux condamnations à mort en 1966.

### Après la grâce accordée par le général de Gaulle
Il travaille ensuite à la régie Renault à Sofia et à Ljubljana de 1967 à 1983. En 1968, il épouse la danseuse étoile Lane Stranić. Ils auront une fille en 1981, devenue comédienne et metteuse en scène sous le nom de Daphné Millefoa.
Il s'est rendu en Grèce en 1974 et aurait participé aux combats pour la Troisième République hellénique. De 1983 à 1989, il devient le directeur de l'Institut Français de Ljubljana (Slovénie), puis de celui d’Amman (Jordanie) de 1989 à 1995.
Quand la droite revient au pouvoir en France en 1995, il se retrouve au chômage puis prend sa retraite en 1999. Il a dessiné et peint toute sa vie. Souffrant d'Alzheimer, il meurt dans la nuit du 11 au 12 novembre 2017. La crémation et dispersion de ses cendres ont eu lieu à Ljubljana dans la stricte intimité du cercle familial le 16 novembre 2017[réf. souhaitée].

### Publication de son récit, adaptations cinématographiques, documentaires et mémorial
Les Éditions de Minuit publient son récit, Le désert à l'aube, en octobre 1960. Il est saisi la semaine suivant cette publication, et sa diffusion est interdite. L'ouvrage reparaît sous le titre Le Déserteur, en 1974 aux Éditions Jean-Claude Lattès. Il est réédité sous son titre original aux Éditions de Minuit en 2000.
Ce récit sert de base au scénario écrit par René Vautier pour le film Avoir vingt ans dans les Aurès (1972). Francis Girod dans les années 1990 et Xavier Beauvois dans les années 2000 ont chacun voulu en faire une adaptation cinématographique mais l'acquisition des droits n'a pas abouti.
Il est également l'objet de divers documentaires, dont Algérie, Les Deux Soldats.
Il est nommé chevalier de l'ordre des Arts et des Lettres par arrêté du 20 mai 1985[réf. souhaitée].
L’État algérien a inauguré à Alger en 2002 une stèle à la mémoire des Français qui avaient soutenu le combat du peuple algérien pour sa libération. Ils sont parfois appelés « Justes d'Algérie ».